# U-18-Faustball-Europameisterschaft 1997
Die 2. Faustball-Europameisterschaft für männliche U18-Mannschaften fand am 19. und 20. Juli 1997 in Elgg (Schweiz) statt. Die Schweiz war zum ersten Mal Ausrichter der Faustball-Europameisterschaft der männlichen U18-Mannschaften. Hauptorganisator vor Ort war FB Elgg.

## Platzierungen
| Rang | Land        |
| ---- | ----------- |
| 1.   | Österreich  |
| 2.   | Deutschland |
| 3.   | Schweiz     |
| 4.   | Dänemark    |